# Владисавлевич, Драган
Драган Владисавлевич (серб. Dragan Vladisavljević; род. 15 июня 1962, Лапово, Баточина) — сербский дипломат. Посол Сербии в Азербайджане (с 2021).

## Биография
Родился 15 июня 1962 года в Лапово. Окончил Военную авиационную школу (Мостар). В 1985 году окончил Военную авиационную академию (Задар). Получил квалификацию пилота.
В 1996 году окончил школу Генерального штаба в Белграде. В 2002 году окончил курсы Генерального штаба. В 2010 году получил звание бригадного генерала.
Являлся пилотом, помощником командира эскадрильи истребителей, помощником командира авиационного полка в Батайнице Вооружённых сил Сербии. Являлся профессором военно-воздушных сил и воздушной защиты тактического отделения Военной академии Сербии.
Являлся старшим офицером (2004), главой отдела аналитики и оценки (2004—2005) разведывательного управления Министерства обороны Сербии. 
С 2005 по 2009 год являлся военным атташе Сербии в Турции.
В 2009 году исполнял обязанности главы ситуационного центра Военного разведывательного управления Сербии. Являлся заместителем директора, с 2012 по 2014 год директором Военного разведывательного управления Сербии.
В 2014 году вышел в отставку.
С 2015 по 2021 год являлся директором отдела Правительства Сербии, ответственного за переговоры с Временными институтами самоуправления Косово.
Автор нескольких статей в «Военном курьере» (Сербия). В 2003 году признан автором года. Автор пособий для офицеров военно-воздушных сил.
Посол Сербии в Азербайджане (с 3 мая 2021).
Владеет английским, русским, турецким языками.